# Poul Schlüter
Poul Holmskov Schlüter (Tønder, 3 aprile 1929 – Frederiksberg, 27 maggio 2021) è stato un avvocato e politico danese, ministro di Stato della Danimarca dal 10 settembre 1982 al 25 gennaio 1993. Lasciò l'incarico nel 1993 dopo che un'indagine rivelò di aver male informato il parlamento danese. Questo caso è noto come "Tamilsagen" o "Affare tamil" poiché ha coinvolto richiedenti asilo Tamil.
Dopo le dimissioni, è stato membro del Parlamento europeo dal 1994 al 1999 e vicepresidente del parlamento dal 1994 al 1997.

## Biografia

### Origini e formazione
Schlüter è nato a Tønder nello Sønderjylland, figlio di un produttore e grossista di prodotti di cioccolato nella fabbrica di cioccolato di Tønder, Johannes Valdemar Schlüter (1899-1965) e della moglie Else Katrine Holmskov (1904-2002). Dopo aver studiato all'Università di Aarhus e all'Università di Copenaghen, Poul Schlüter divenne professore. Di quest'ultima nel 1957 e successivamente un avvocato nel 1960. Ha vissuto durante i suoi studi presso il Collegio Nordico di Østerbro.

### Vita privata
Poul Schlüter è stato sposato con Majken Steen-Andersen (nata il 5 settembre 1934), si è successivamente divorziato il 16 marzo 1963. Il 20 settembre 1979, ha sposato un deputato, mag.art. Lisbeth Povelsen (Lisbeth Schlüter) (nata il 12 aprile 1944 - 17 febbraio 1988). Il 21 luglio 1989, si sposò con la dirigente scolastica di balletto Anne Marie Vessel Schlüter (nata il 1º maggio 1949).
Suo figlio, Peter Schlüter, è stato membro della Rappresentanza dei cittadini di Copenaghen (K).

## Carriera politica

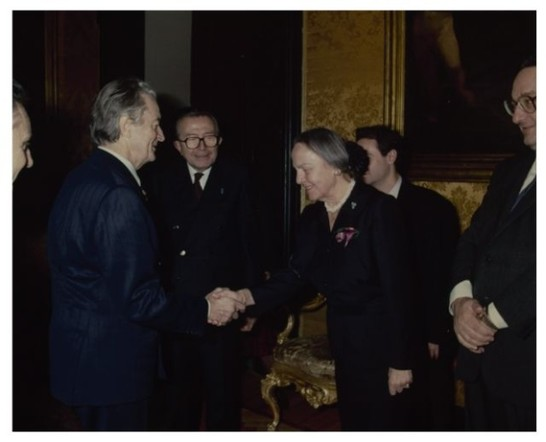
Poul Schlüter stringe la mano alla Presidente della Camera dei deputati Nilde Iotti, alla sinistra sua Giulio Andreotti e alla destra sua Gianni De Michelis durante l'Incontro a Roma per la Comunità Europea, 14 dicembre 1990

Poul Schlüter ha iniziato la sua carriera politica nella Gioventù conservatrice e nel 1952 è stato eletto presidente del consiglio nazionale dell'organizzazione giovanile a Kolding rimanendo tale fino al 1955.
Poul Schlüter è stato membro del Folketing danese (1964-1994) per il Partito Popolare Conservatore, di cui è stato presidente dal 1974-1977 e di nuovo dal 1981-1993.
È stato anche membro del Consiglio d'Europa dal 1971 al 1974, capo della delegazione danese al Consiglio nordico e membro del Consiglio del 1978-1979. Nel 1984 è diventato "Politico dell'anno nella regione nordica".
Poul Schlüter è stato membro del Parlamento europeo (1994-1999) e Vicepresidente (1994-1997).
È stato anche vice sindaco della municipalità di Gladsaxe dal 1966 al 1971, durante il mandato del sindaco Erhard Jakobsen.

### Ministro di Stato
Il 3 settembre 1982 Anker Jørgensen rassegnò le dimissioni da capo del governo, il 10 settembre 1982 Poul Scluter assunse la carica di Primo ministro senza elezioni parlamentare fino al 10 settembre 1987 come capo del governo Schlüter I. La coalizione di governo, composta dal Venstre, dal Partito Popolare Conservatore, dai Partito Popolare Cristiano e dai Democratici di Centro, fu chiamata "coalizione a cinque trifogli". Successivamente, fino al 3 giugno 1988, Schlüter costituì una seconda coalizione a cinque quadrifogli. Il gabinetto successivo Schlüter III fu formato senza il Partito Popolare Cristiano e i Democratici di Centro, sostituendoli con la Sinistra Radicale. Il gabinetto Schlüter IV consisteva solo del Partito Popolare Conservatore e del Venstre rimasto tale fino alle dimissioni di Schlüters dalla presidenza del partito e dalla carica di primo ministro il 25 gennaio 1993. Il motivo delle dimissioni di Schlüter dopo un "periodo sorprendentemente lungo" è stato l'affare Tamil: il ministro della giustizia del secondo gabinetto di Schlüter, Erik Ninn-Hansen, si era reso colpevole di infedeltà legale nel caso di un ricongiungimento familiare dei rifugiati tamil.